# Яким Груево
Яким Груево е село в Североизточна България. То се намира в община Исперих, област Разград.

## География
През 1933 г. географът Васил Маринов изследва селото и го определя в рамките на антропогеографските граници на Делиормана. Преобладаващата част от населението са българо-мохамедани.

## История
През османския период селото носи названието Салладън. На 7 декември 1934 Министерски съвет преименува селото с днешното му име.